# ジョージ・ニュージェント (初代ウェストミーズ侯爵)

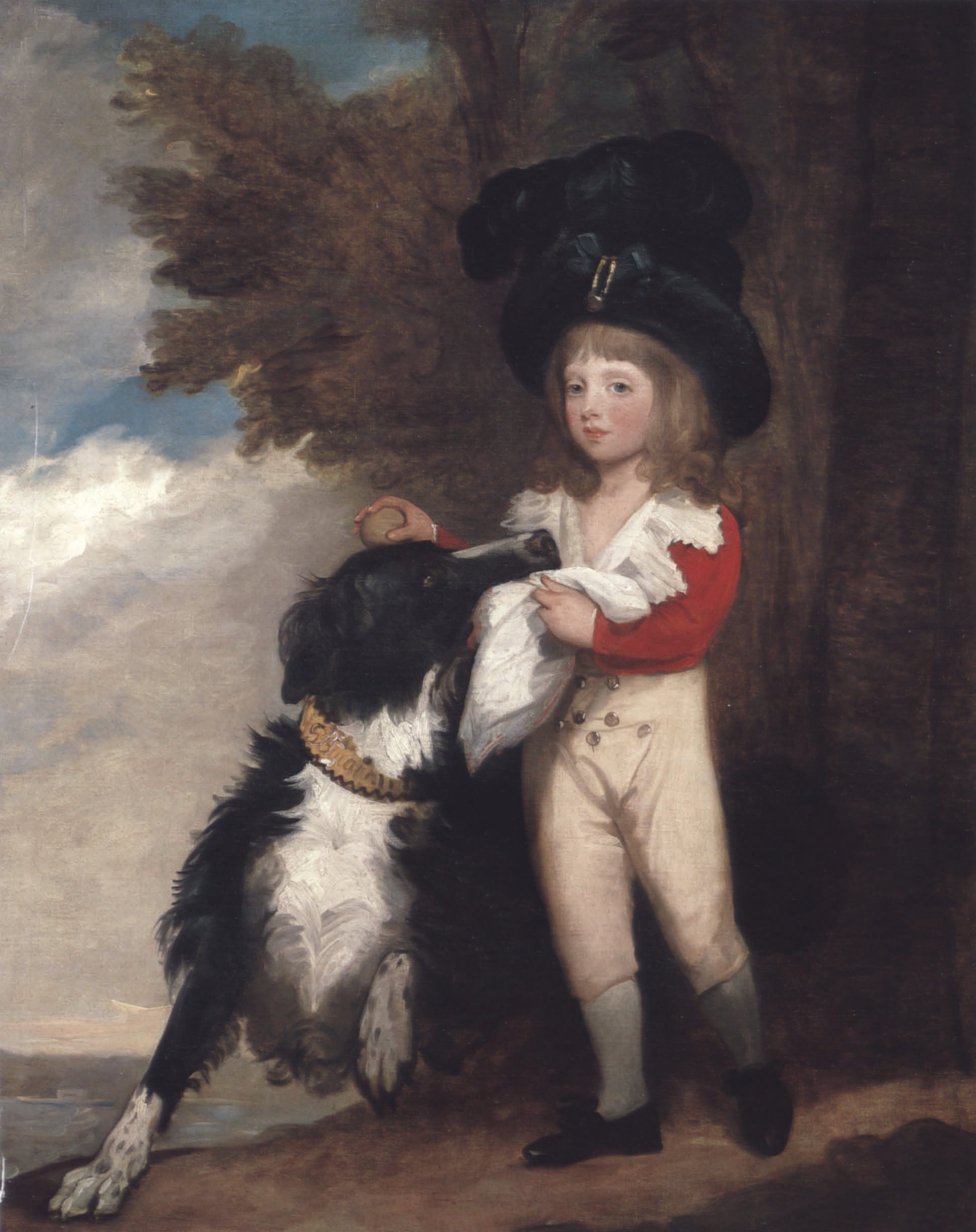
ギルバート・ステュアートによる肖像画、1789年/1790年画。

初代ウェストミーズ侯爵ジョージ・トマス・ジョン・ニュージェント（英語: George Thomas John Nugent, 1st Marquess of Westmeath、1785年7月17日 – 1871年5月5日）は、アイルランド貴族。1831年から1871年までアイルランド貴族代表議員を務めた。1792年から1814年までデルヴィン卿の儀礼称号を使用した。

## 生涯
第7代ウェストミーズ伯爵ジョージ・フレデリック・ニュージェントと1人目の妻マリアン（Maryanne、旧姓ジェフリーズ（Jeffreyes）、ジェームズ・セント・ジョン・ジェフリーズとアラベラ・ジェフリーズの娘）の息子として、1785年7月17日にウェストミーズ県クロニン（Clonyn）で生まれた。1796年よりイートン・カレッジで教育を受けた後、1797年にラグビー校に転じた。
1800年3月11日、コールドストリームガーズのエンサイン（歩兵少尉）に任命された。サー・ラルフ・アバークロンビーの部下としてエジプト遠征に参戦した後、1803年9月に中尉および大尉（lieutenant and captain）に昇進、1805年7月9日に第88歩兵連隊の大尉に昇進した。同年12月ごろに第36歩兵連隊に転じて半給になり、1808年8月2日に第3歩兵連隊の大尉として復帰した。1810年8月に半給に転じた。
1806年1月8日、初代ネルソン子爵ホレイショ・ネルソンの葬儀に出席した。
1814年12月30日に父が死去すると、ウェストミーズ伯爵位を継承した。
1822年1月12日、アイルランド貴族であるウェストミーズ侯爵に叙された。
1831年にアイルランド貴族代表議員に選出され、1871年に死去するまで務めた。1831年10月7日にウェストミーズ統監に任命され、1871年4月3日までに辞任した。ほかにもウェストミーズ民兵隊隊長を務め、1850年8月に辞任した。貴族院では第1回選挙法改正の第2次法案（1831年10月）に賛成票を投じたが、選挙法改正以外では保守党寄りであり、1869年アイルランド教会法（アイルランド国教会の廃止法）などの親カトリック政策に常に強く反対した。
1871年5月5日に死去、ウェストミーズ侯爵位は廃絶、ウェストミーズ伯爵位は遠戚のアンソニー・フランシス・ニュージェントが継承した

## 家族
1812年5月29日、エミリー・アン・ベネット・エリザベス・セシル（1789年7月14日 – 1858年1月21日、初代ソールズベリー侯爵ジェームズ・セシルと妻エミリーの娘）と結婚、1男1女をもうけた。ウェストミーズ伯爵家は裕福なソールズベリー侯爵家と比べて貧しく、エミリーはたちまちクロニンを嫌い、娘が生まれた頃には短気な夫にも嫌気が生じ、ついには別居した。2人は一旦は和解して、1818年に息子をもうけたが、1819年7月20日以降は再び別居した。ウェストミーズ伯爵は2人の婚姻を救おうとしたが、エミリーの友人である初代ウェリントン公爵アーサー・ウェルズリーをエミリーの不倫相手と勘違いして決闘に挑むなどの波乱を経て、ついにエミリーが1825年に離婚裁判を起こすに至った。
- ローザ・エミリー・メアリー・アン（Rosa Emily Mary Anne、1814年5月[15] – 1883年1月17日） - 1840年4月28日、フルク・グレヴィル（英語版）（1883年1月25日没、のちの初代グレヴィル男爵）と結婚、子供あり[16]
- ウィリアム・ヘンリー・ウェリントン・ブリッジス（William Henry Wellington Brydges、1818年11月24日 – 1819年11月16日） - 夭折[2]

ウェストミーズ侯爵はデルヴィン卿時代の1804年にアーヴィン氏（Mrs Irwin）という愛人をかかえて子供を1人をもうけており、結婚した後も関係を保ち続け、子供をさらに1人もうけていた。エミリーは離婚裁判でウェストミーズ侯爵が1815年から1823年までの間に5人の女性と関係を持ったと主張して証拠を提出した。離婚裁判が1834年まで長引いたため、侯爵は裁判に3万ポンドも費やすことになった（一方で侯爵の領地は1820年代時点で年収5,000ポンド相当だった）。その後、ウェストミーズ侯爵は1840年代にフランス人女性と関係を築き、息子ジョージ（1843年/1844年 – 1852年7月）をもうけた。
1858年2月18日にマリア・ジャーヴィス（Maria Jarvis）と再婚したが、侯爵の申請により1862年に離婚した。
1864年7月12日、エリザベス・シャーロット・ヴァーナー（Elizabeth Charlotte Verner、1892年9月18日没、デイヴィッド・ヴァーナーの娘）と再婚したが、2人の間に子供はいなかった。